# خوسيه مونتيس
خوسيه مونتيس (بالإسبانية: Elías Montes)‏ هو لاعب كرة قدم سلفادوري في مركز الهجوم، ولد في 25 ديسمبر 1973 في سان سلفادور في السلفادور. شارك مع منتخب السلفادور لكرة القدم. أما مع النوادي، فقد لعب مع نادي أليانزا ‏.

## وصلات خارجية
- خوسيه مونتيس على موقع الاتحاد الدولي (مؤرشف)  (الإنجليزية)
- خوسيه مونتيس على موقع قاعدة بيانات كرة القدم.إي يو (الإنجليزية)
- خوسيه مونتيس على موقع ناشيونال فوتبول تيمز (الإنجليزية)